# Liver Transplantation
Liver Transplantation, abgekürzt Liver Transplant., ist eine wissenschaftliche Fachzeitschrift, die vom Wiley-Blackwell-Verlag im Auftrag der American Association for the Study of Liver Diseases und der International Liver Transplantation Society veröffentlicht wird. Die Zeitschrift wurde 1995 unter dem Namen Liver Transplantation and Surgery gegründet. Im Jahr 2000 wurde der Name auf den derzeit gültigen Namen verkürzt. Die Zeitschrift erscheint mit zwölf Ausgaben im Jahr. Es werden Arbeiten veröffentlicht, die sich mit chirurgischen Techniken, klinischen Untersuchungen und der Arzneimittelforschung zum Thema Lebertransplantation beschäftigen.
Der Impact Factor lag im Jahr 2014 bei 4,241. Nach der Statistik des ISI Web of Knowledge wird das Journal mit diesem Impact Factor in der Kategorie Chirurgie an elfter Stelle von 198 Zeitschriften, in der Kategorie Gastroenterologie und Hepatologie an 17. Stelle von 76 Zeitschriften und in der Kategorie Transplantation an dritter Stelle von 25 Zeitschriften geführt.